# San Filippo Neri in Via Giulia

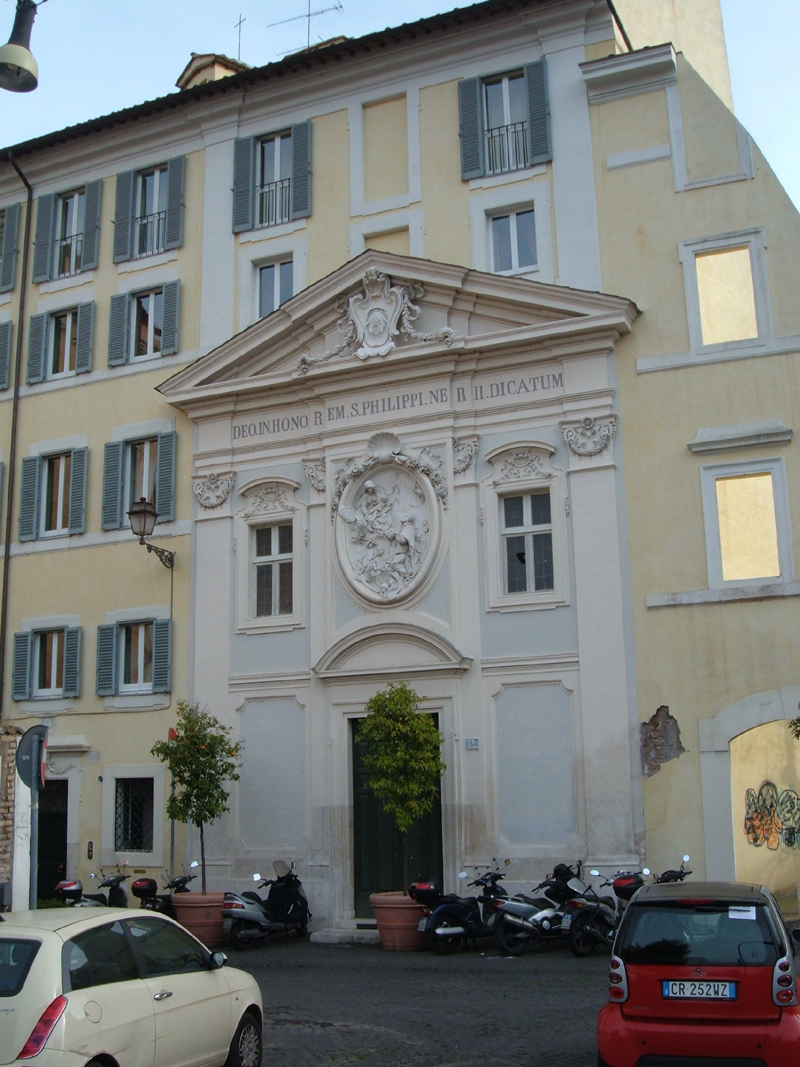
Fassade zur Via Giulia/Ecke Vicolo del Malpasso

San Filippo Neri in Via Giulia, wegen der geringen Ausmaße in Rom als San Filippino bekannt, war eine kleine Kirche in Rom. Sie entstand zu Beginn des 17. Jahrhunderts, wurde im 18. Jahrhundert neu erbaut und im 20. Jahrhundert entweiht und durch Vernachlässigung fast völlig zerstört und ihrer Kunstwerke beraubt. Sie wurde zwar renoviert, ist aber nunmehr Teil des umgebenden Wohnblocks und nicht öffentlich zugänglich.

## Lage und Namensgebung
Die Kirche liegt im VII. römischen Rione Regola, etwa 150 Meter südwestlich von Santa Maria in Vallicella. Das ursprüngliche Patrozinium hatte sie, dem Wunsch des Stifters nach, vom Hl. Trophimus. Durch ein benachbartes Mädchenheim, das später, unter dem Hl. Filippo Neri, in ein Hospiz für Priester umgewandelt wurde, ging der Name des Hospizes und damit des Hl. Filippo Neri auch auf die Kirche über. Nach dem Neubau im 18. Jahrhundert wurde sie dann tatsächlich dem Hl. Filippo Neri geweiht.

## Geschichte und Baugeschichte
Die Kirche war die Stiftung eines wohlhabenden Handschuhmachers aus Florenz. Rutilio Brandi stiftete sie gleichzeitig mit dem erwähnten Heim für Mädchen aus armen Verhältnissen, dessen Kirche sie ursprünglich war. Fertiggestellt wurde der erste Bau 1603. 1728 wurde der Bau, auch mit finanzieller Beteiligung von Papst Benedikt XIII., neu errichtet, ausführender Baumeister war Filippo Raguzzini. Erneute Veränderungen erfuhr der Bau unter Giovanni Francesco Fiori, er errichtete die Fassade in ihrer heutigen Form bis 1768. Die Kirche wurde, da sie nur etwa 100 Meter vom Tiber entfernt liegt, bei einem Hochwasser 1853 schwer beschädigt. Zu ihrer Restaurierung gab abermals ein Papst finanzielle Hilfe, diesmal Pius IX. Benito Mussolini ordnete in den späten 1930er Jahren in seinem Größenwahn, den er bereits bei der Überbauung und Asphaltierung der antiken römischen Kaiserforen durch die Via dei Fori Imperiali bewiesen hatte, die Niederlegung des gesamten Straßenzuges an, um eine Verbindung zwischen der Tiberbrücke Ponte Mazzini und der wichtigsten Straße in der römischen Innenstadt, des Corso Vittorio Emanuele II, zu schaffen. Diese Pläne wurden zwar vorbereitet und teilweise ausgeführt, aber nie vollendet. Die Folgen für die kleine, aber reizvolle Kirche waren verheerend. Die Kirche wurde entweiht, die Kunstwerke verschwanden in bislang ungeklärte Besitzverhältnisse oder sind ganz verloren. Der Bau verfiel danach. Er diente als Holzlager und für andere profane Zwecke. In den 1960er Jahren waren sämtliche Fenster eingeschlagen, die Fassade verfallen und das Portal vermauert, dieser Zustand dauerte mehrere Jahrzehnte. Erst 1993 wurde beschlossen, die Kirche zu renovieren. Dennoch sorgten finanzielle Probleme für zahlreiche Verzögerungen, erst im Jahr 2000 war die Renovierung der Fassade abgeschlossen. Durch einen Besitzerwechsel ist der Bau jetzt Teil des umgebenden Appartementhauses und nicht mehr zugänglich.

## Fassade
Die Fassade von Fiori ist eine dreiachsige und zweigeschossige Konstruktion. Die drei Achsen werden von Kolossalpilastern einer Variante der Ionischen Ordnung gebildet. Zwischen den Voluten der Kapitelle  sind Festons eingezogen. Das Portal wird von einem durchgezogenen Segmentbogengiebel überwölbt, die Travéen der Seitenachsen sind einfach gefeldert. Im ersten Stock springt die Mittelachse risalitähnlich hervor, in dem dadurch geschaffenen Element befindet sich ein hochoval ausgeführtes Stuckrelief. Es stellt Maria mit Kind, dem Hl. Filippo Neri erscheinend dar. Die seitlichen Fenster sind von angedeuteten Segmentbogengiebeln überfangen. Der verkröpfte Architrav enthält die Widmungsinschrift: DEO.IN HONOREM.S.PHILIPPI.NERII.DICATUM. Abgeschlossen wird die Fassade von einem einfach gehaltenen, ebenfalls verkröpftem Dreiecksgiebel mit einer Wappenkartusche, aus dem beiderseits Girlanden nach unten auslaufen.

## Inneres
Die Innenmaße der kleinen Kirche betragen 14 Meter in der Länge und 8,40 Meter in der Breite. Der Bau ist im Inneren einschiffig ausgeführt und dreijochig. Eine Besonderheit ist, dass die Mittelachse nicht, wie zu erwarten, im rechten Winkel zur Fassade steht, sondern um etwa 20 Grad nach Süden knickt, was mit den schwierigen räumlichen Verhältnissen zum Zeitpunkt der Entstehung zusammenhängt. Auf beiden Seiten befinden sich je drei sehr schmale Kapellen. Das Gewölbe besteht aus quergestellten und gestaffelten Tonnengewölben, die also von der Höhe her zum Chorraum abnehmen. Die Gurtbögen zwischen den Tonnen werden von Pilastern Toskanischer Ordnung getragen.

## Verschollene Kunstwerke
In der Kirche befanden sich: auf dem Altarretabel des Hochaltars eine Darstellung des Patrons von Albert Christoph Dies. Ein bedeutendes, mittelalterliches Relief mit einer Kreuzigungsszene befand sich auf dem rechten Seitenaltar, das Kunstwerk stammte aus den Vatikanischen Grotten. Von Filippo Zucchetti stammte das Gemälde des linken Seitenaltars, es stellte den ursprünglichen Patron Hl. Trophimus heilt Gichtbrüchige  dar.
Das sich ehemals an der Nordseite anschließende kleine Oratorium wurde abgerissen. In ihm befand sich einst ein Gemälde Christus am Ölberg. Die Zuschreibung geht von Federico Zuccari als Künstler aus.